# Borge og slotte i Danmark
Dette er en liste over borge og slotte i Danmark.
Det danske ord slot er relateret til det tyske schloss, der kan betyde borg, herresæde eller palads
- Borg: brugt om ældre bygninger fra middelalderen, med befæstninger, hvor hovedformålet var forsvar.
- Slot: "nyere" bygninger (fra renæssancen eller senere), der blev brugt mere som bolig, og hvor formen var vigtigere. Det er derfor ofte mere dekorerede. Slotte er desuden knyttet til kongelige og i mange tilfælde også hertuger og lignende.

Mange slotte er dog videreførelse af middelalderlige borge.

## Liste over borge og slotte

### A-D
- Absalons borg- ruiner
- Aldershvile- ruiner
- Alling Skovgård
- Amalienborg
- Antvorskov Slot- ruiner
- Arreskov
- Arresødal
- Asdal - ruiner
- Asserbo slot- ruiner
- Augustenborg Slot
- Bastruptårnet - ruiner
- Berritzgård Palace
- Bernstorff Slot and Palace Gardens
- Bispens Hald - ruiner
- Blafferholm
- Boller (Horsens)
- Borgvold - ruiner
- Borrebjerg - ruiner
- Brundlund Slot
- Borgeby
- Bygholm - ruiner
- Charlottenborg
- Charlottenlund Slot
- Christiansborg (første)
- Christiansborg (andet)
- Christiansborg
- Clausholm
- Dansborg - fæstning Tranquebar
- Det Kongelige Palæ i Roskilde
- Dragsholm Slot
- Dronningholm Slot - ruiner
- Dronninglund Slot
- Duborg
- Dynæsvold - ruiner

### E-G
- Egelund Slot
- Egeskov Slot
- Egholm
- Elverhøj - ruiner
- Engelsborg - ruiner
- Engelsholm Slot
- Eremitageslottet
- Eriksholm
- Eriksvolde - ruiner
- Fredensborg Slot
- Frederiksberg Slot
- Frederiksborg Slot
- Frijsenborg
- Fuglsang
- Fussingø
- Fyrbakken (Hjelm) - ruiner
- Gamleborg (Bornholm) - ruiner
- Gammel Brattingsborg - ruiner
- Gammel Estrup
- Gammel Avernæs
- Gammel Vraa
- Gavnø Slot
- Gisselfeld
- Gjorslev
- Glorup
- Gram Slot
- Grimstrup Slot - ruiner
- Gråsten Slot
- Gråsten Skanse (Ærø) - ruiner
- Guldborg Banke - ruiner
- Gurre Slot - ruiner

### H-K
- Haderslevhus
- Hagenskov
- Hagsholm - ruiner
- Hald Hovedgård - ruiner
- Hammershus- ruiner
- Haraldsborg - ruiner
- Harritslevgård
- Hesselagergård
- Hindsgavl Slot
- Hirschholm Slot - historisk
- Holbæk Slot
- Holckenhavn
- Holsteinborg Gods
- Hvedholm
- Hvidkilde
- Hvidøre Slot
- Højriis
- Hønborg - ruiner
- Jungshoved Slot - ruiner
- Jægerspris Slot
- Kalø Slot - ruiner
- Kalundborg Slot
- Klintholm Gods
- Knabstrup Hovedgård
- Kokkedal Slot (Nordsjælland)
- Kokkedal Slot (Nordjylland)
- Kokseby slot - historisk
- Koldinghus
- Kongstedlund
- Korsør Slot
- Krengerup
- Kronborg
- Kjærstrup
- Kvarmløsegård - voldsted
- Københavns Slot

### L-S
- Langesø
- Ledreborg
- Lerchenborg
- Lilleborg - ruiner
- Liselund Slot
- Lykkesholm
- Malling Slot - ruiner
- Marienlyst Slot
- Marselisborg Slot
- Meilgaard
- Nebbe Voldsted - ruiner
- Niels Bugges Hald - ruiner
- Nordborg Slot
- Nyborg Slot
- Nykøbing Slot
- Nysø
- Næsbyhoved - ruiner
- Næsholm - ruiner
- Næsseslottet
- Nørlund slot
- Nørre Vosborg
- Nørreris - ruiner
- Nørtorp - ruiner
- Odense
- Pederstrup
- Rane Ladegård - ruiner
- Ravnsborg - ruiner
- Refshaleborg - ruiner
- Riberhus - ruiner
- Rønninge Søgård
- Rosenborg Slot
- Rosenholm Slot
- Rønninge Søgård
- Sanderumgård
- Sankt Alberts fæstning - ruiner
- Salling Østergaard slot
- Sandbjerg Gods
- Schackenborg Slot
- Selsø
- Sigersholm - voldsted
- Silkeborg slot
- Skanderborg
- Skjoldenæsholm - herregård
- Skovgårde Voldsted - ruiner
- Skrøbelevgård
- Sophienberg and Palace Gardens
- Sorgenfri Slot
- Sorø Kloster
- Sostrup Slot
- Sprogø - ruiner
- Spøttrup Borg
- Søborg Slot- ruiner
- Søby Volde - ruiner
- Søllerød Slot
- Sønderborg Slot

### T-Å
- Tirsbæk
- Tranekær Slot
- Tønderhus - historisk
- Tårnborg- ruiner near Korsør
- Tårupgård
- Ulstrup Slot
- Valgestrup - ruiner
- Valdemars Slot
- Vallø Slot
- Vardehus - ruiner
- Vesborg - ruiner
- Vestborgen - ruiner
- Voergaard Slot
- Vordingborg Slot
- Det Gule Palæ
- Ørkild Slot - ruiner
- Aalborghus
- Ålevad - ruiner
- Aalholm